# ندای هرمزگان
ندای هرمزگان نام روزنامه‌ای در استان هرمزگان است که در بهمن۱۳۷۰ مجوز خود را با انتشار یک شماره در هفته دریافت کرد و اولین شماره آن در ۱۴ شهریور ۱۳۷۱ انتشار یافت.
مدیرمسئول ندای هرمزگان غلامحسین عطایی دریایی است و سردبیر فعلی آن خلیل درخورد است.
ندای هرمزگان دومین روزنامه‌ای است که پس از انقلاب در هرمزگان شروع به فعالیت کرد و در حال حاضر شش شماره در هفته منتشر می‌شود.
ندای هرمزگان با صفحه ویژه‌ای به نام تنفس در هوای شعر جایگاه ویژه‌ای در جمع روشنفکران و اهالی شعر و داستان بندرعباس به دست آورد. این صفحه که زیرنظر محمدعلی بهمنی غزل‌سرای معروف اداره می‌شد، در واقع محل بحث‌های ادبی و آونگارد، نقد شعر و ارائه جدیدترین آثار انجمن شعر بندرعباس و دیگر شهرهای استان هرمزگان بود. به طوری که بسیاری از شعرای نامدار هرمزگان از صفحه تنفس در هوای شعر نشریه ندای هرمزگان به جامعه فرهنگی و هنری هرمزگان معرفی شدند.